# Pluky Stráže svobody
Pluky Stráže svobody, též známé jako Stráž svobody, byly dobrovolnické vojensky organizované sbory, vytvořené po vzniku Československa v letech 1918–1919 z řad příslušníků tělovýchovných organizací (Sokola i jiných) na podporu státní moci. Navazovaly na činnost ozbrojených sokolských stráží. Účastnily se obsazování českého pohraničí a Slovenska, koncem roku 1919 byly rozpuštěny. Obdobou českých pluků byly na Slovensku Pluky slovenskej slobody.

## Vznik
Pluky Stráže svobody byly vojenské jednotky sestavené hlavně z řad členů Sokolů, Dělnické tělocvičné jednoty (DTJ) a Obce střelecké. Od 28. října 1918 se v nové vzniklém Československu ujal vlády Národní výbor, který úzce spolupracoval se Sokolem. Vedle Národní (Sokolské) stráže z řad dobrovolníků, bylo potřeba dát dohromady i československé vojsko, a to především k obraně území nového státu. Členové Národních stráží nebyli vojáky a často se střídali, protože zároveň vykonávali civilní povolání. Proto Česká obec sokolská dohodla s Národním výborem vytvoření dobrovolných vojenských oddílů z členů tělocvičných spolků.
První vytvořený pluk sídlil v kasárnách v bývalé škole u sv. Františka v Praze na Alšově nábřeží. Hlásit se do něj mohli muži narození v roce 1898 a dříve, dodatečně se pak rozhodlo o přijetí mladších ročníků. Zájemci museli projít lékařskou prohlídkou, splňovat tělesnou způsobilost a výšku minimálně 160 cm.
Pluky Stráže svobody brzy vznikaly i v dalších městech. Do konce roku 1918 vznikl II. pluk Stráže svobody v Českých Budějovicích, v Brně pak III. pluk. V únoru roku 1919 vznikl v Plzni IV. pluk, jehož velitelem byl náčelník župy Emil Štrunc, po němž jsou pojmenovány plzeňské Štruncovy sady. Měl vzniknout ještě V. pluk v Ostravě, ale nakonec k tomu nedošlo.

## Organizace a činnost
Pluky se dělily do praporů, ty pak do setnin a čet. Vojáci si mezi sebou tykali a oslovovali se bratře. Příslušníci pluku nosili viditelné označení písmeny SS (na čepici a knoflících) a na límcových výložkách měli římskou číslicí označen příslušný pluk, čímž se odlišovali od pluků československé armády. Zavedeny byly i odznaky hodností. Uniformy byly zpočátku rakouské (rakousko-uherské), později se šily podle vzoru francouzských v šedozelené barvě, včetně baretu. Někteří příslušníci nosili na čepici sokolské pero.
Placeni byli ze zvláštní pokladny České obce sokolské pod kontrolou Národního výboru. Stráže svobody postupně zcela nahradily Sokolské (Národní) stráže. Původně plnily převážně funkci strážní a bezpečnostní a neměly být nasazovány do přímého boje. Později pluky absolvovaly vojenský výcvik a byly odeslány dělat pořádek do problematických oblastí Sudetoněmeckých provincií, na Těšínsko a na Slovensko. Po vpádu Maďarů na slovenské území začátkem června roku 1919 byla činnost stráží prodloužena až do listopadu 1919. Zde pak bojovali příslušníci I. pluku Stráže svobody a několik jich zde padlo. Po stabilizaci poměrů na Slovensku a reorganizaci armády byly pluky Stráže svobody na konci roku 1919 rozpuštěny.

## Galerie

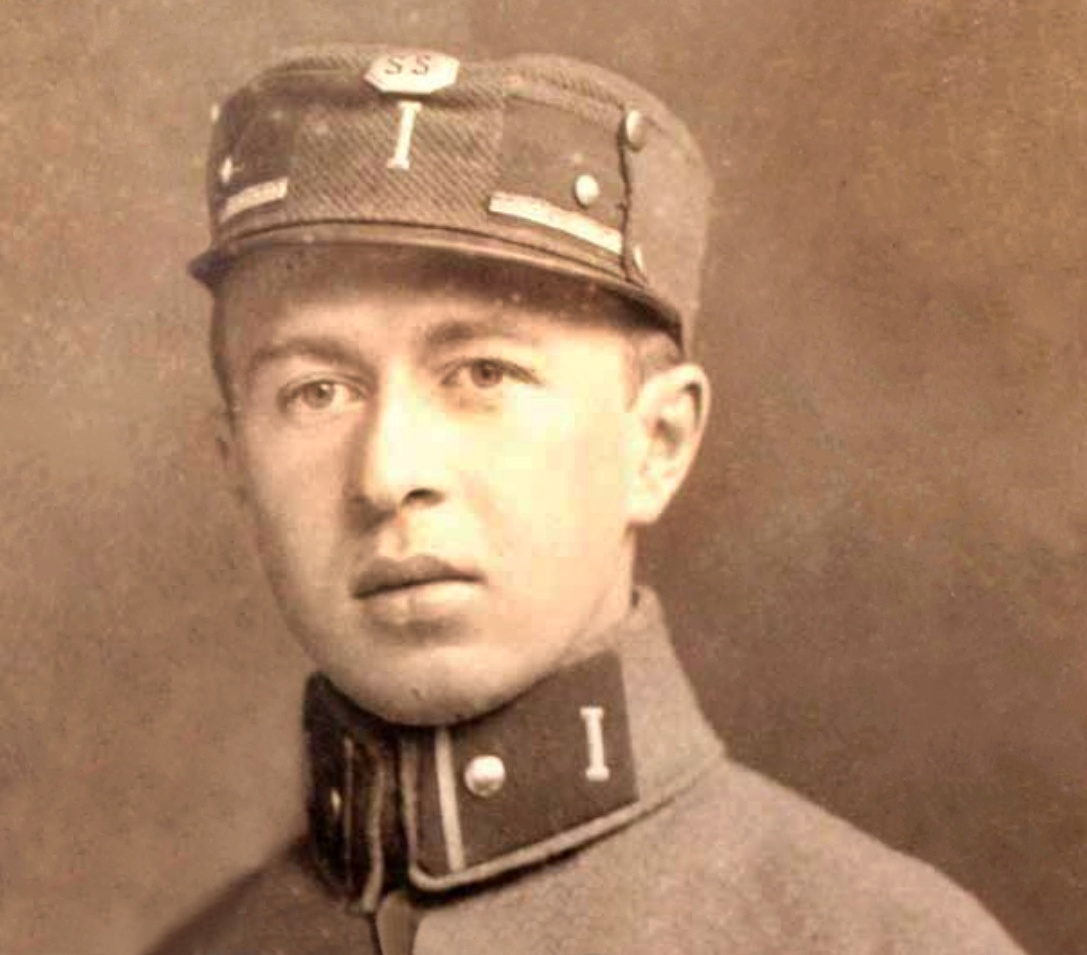
Karel Evald (1896–1943) v uniformě příslušníka I. pluku Stráže svobody
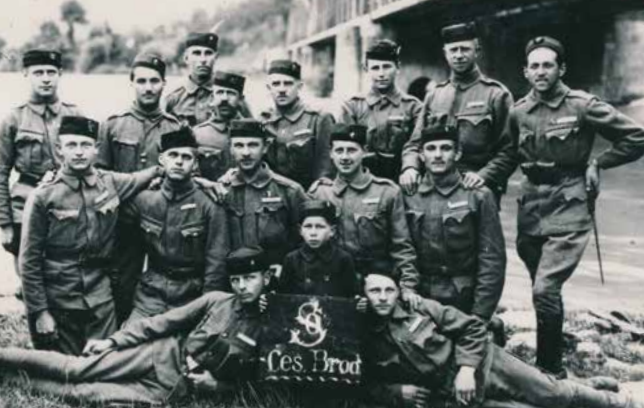
Stráže svobody na dobové fotografii
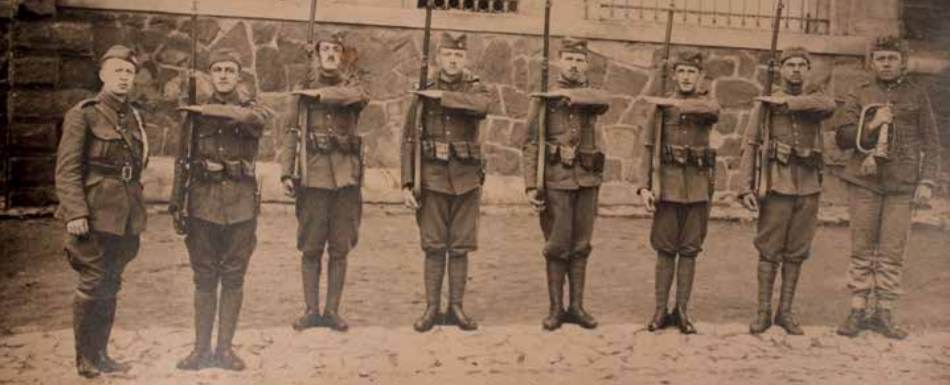
Stráže svobody na dobové fotografii
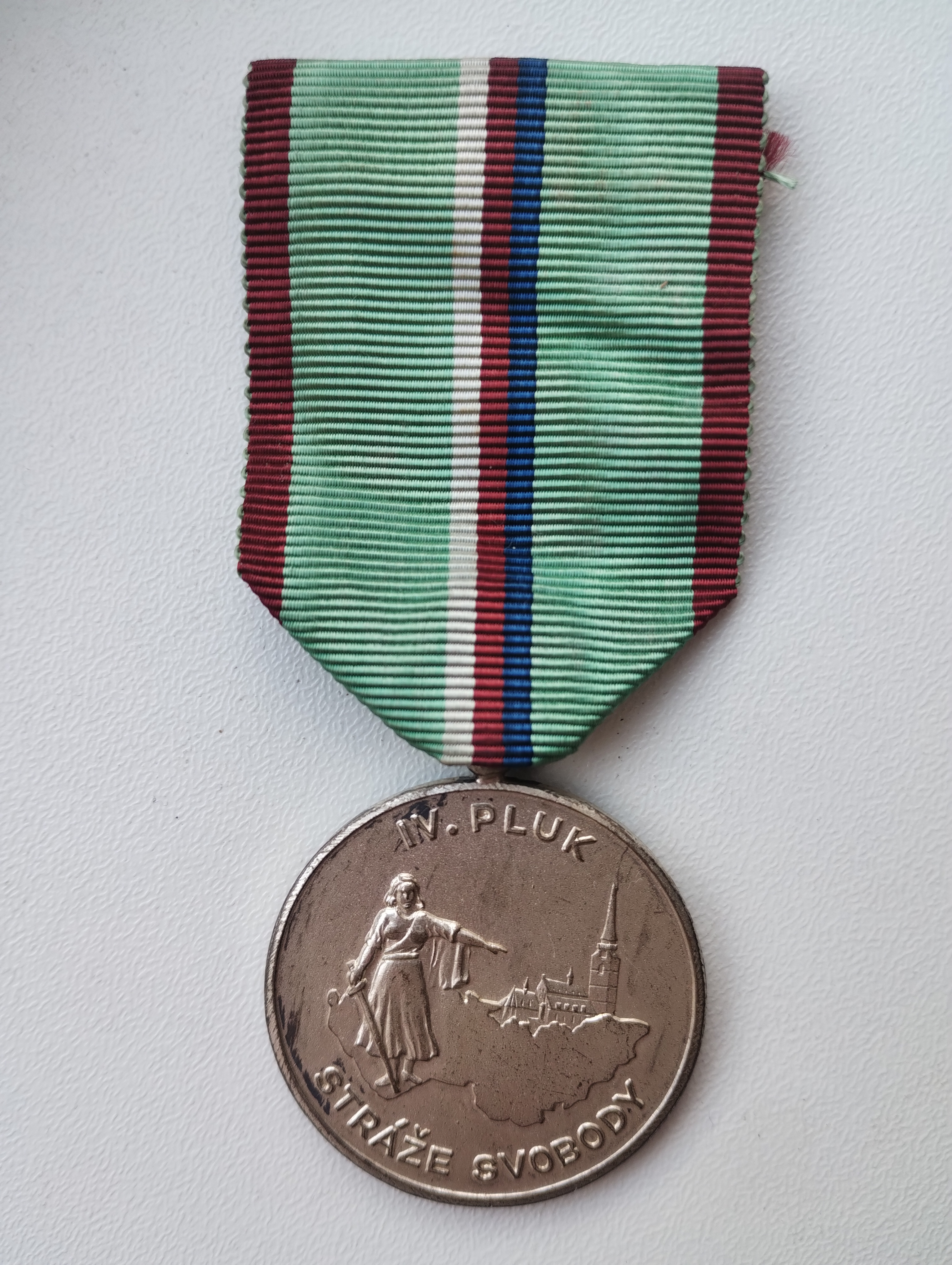
Medaile IV. pluk stráže svobody (lícová strana)
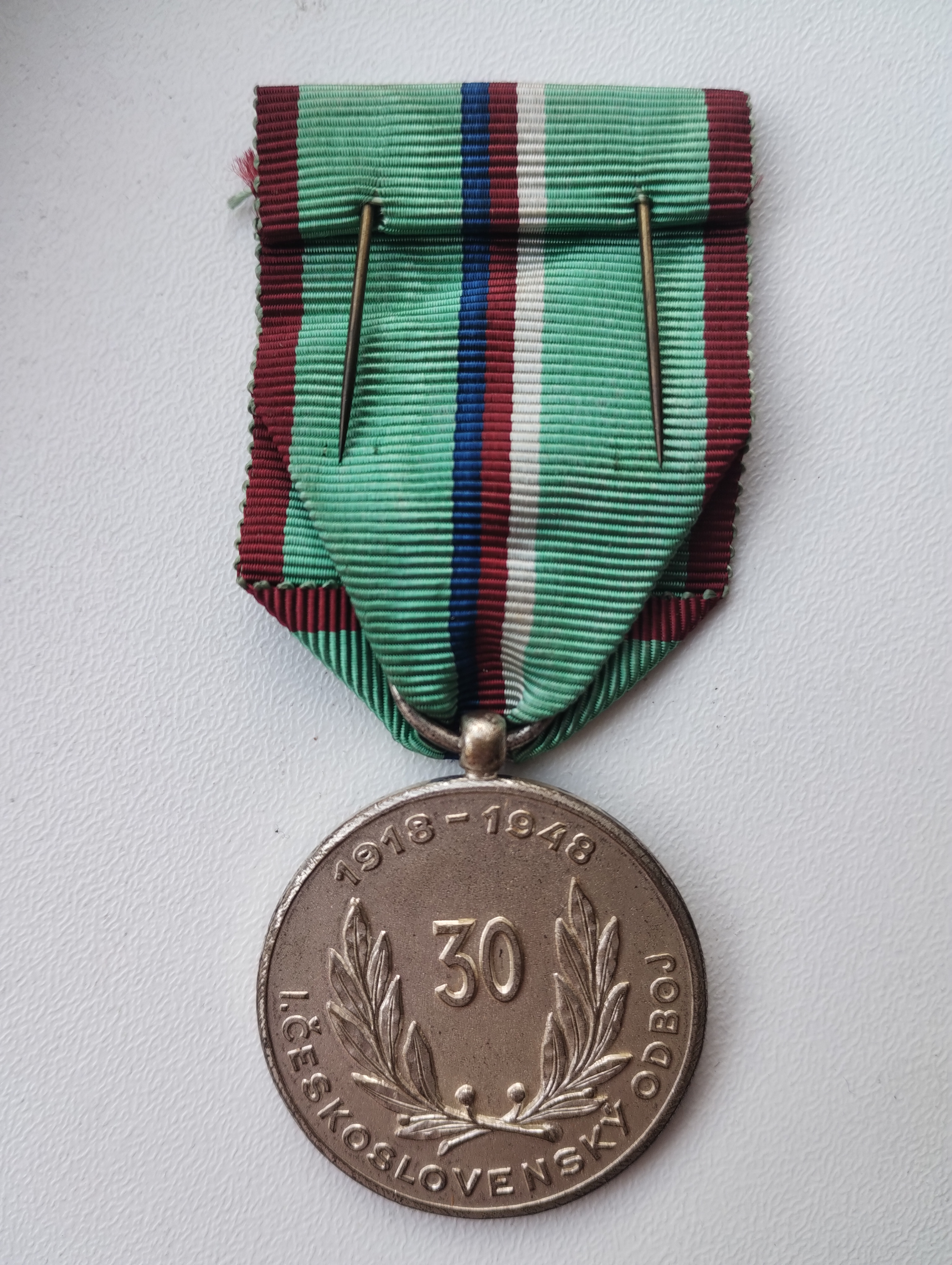
Medaile IV. pluk stráže svobody (rubová strana)